# Ajdut HaAvodá
Ajdut HaAvodá —en hebreo, אחדות העבודה—, nombre traducible al español como «Unidad Laborista» o «Unidad de Trabajo», fue un partido político de izquierdas que mantuvo una importante presencia en el Yishuv durante el Mandato Británico de Palestina. Ajdut HaAvodá, fue uno de los partidos fundacionales del Mapai.

## Historia
Ajdut HaAvodá, fue fundado en Palestina en 1919 por el ala derecha del partido Poalei Zion, que había sido fundado durante el periodo otomano en Palestina, en 1906 y estaba dirigido por David Ben-Gurión. En 1930, se fusionó con el movimiento Hapoel Hatzair, fundado por Aaron David Gordon, para formar el partido político Mapai y desapareció efectivamente. Ajdut HaAvodá y Hapoel Hatzair, habían cooperado en 1920 para fundar el sindicato Histadrut.

## Movimiento Ajdut HaAvodá
En 1944, un grupo conocido como Facción B (en hebreo: סיעה ב) se separó del partido político Mapai, para establecer el movimiento HaAvodá (en hebreo: העבודה). En 1946 se unió al partido Poalei Zion - Izquierda para formar el movimiento Ajdut HaAvodá - Poalei Tzion, dos años más tarde el movimiento se fusionó con el Partido de los Trabajadores - Hashomer Hatzair, para formar el partido Mapam.

## Resultados electorales
Asefat HaNivharim (Mandato Británico de Palestina)
| Año  | Líder            | Votos      | Resultado | +/- | Gob       |
| ---- | ---------------- | ---------- | --------- | --- | --------- |
| 1920 | David Ben-Gurión | -          | 70/314    |     | Coalición |
| 1925 | David Ben-Gurión | 8.834 (#1) | 54/221    | 16  | Coalición |